# Euphorbia columnaris
Euphorbia columnaris là một loài thực vật có hoa trong họ Đại kích. Loài này được P.R.O.Bally mô tả khoa học đầu tiên năm 1964.

## Hình ảnh

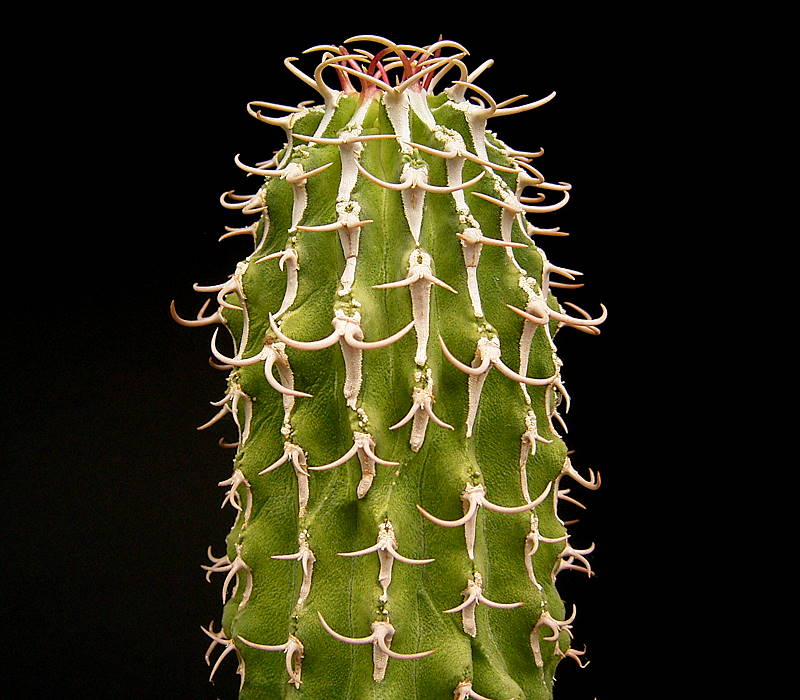
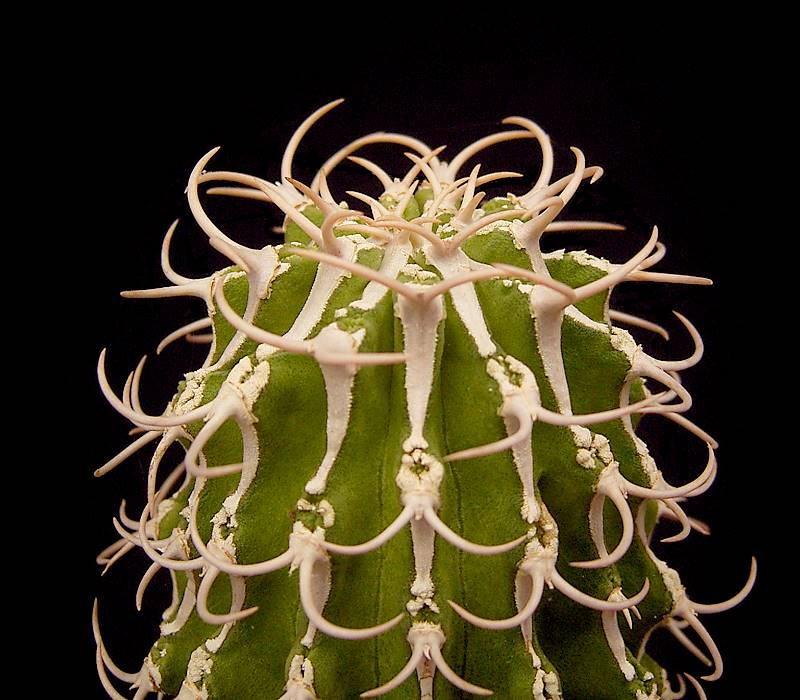